# قلعه شرقی سردره
بنای قلعه شرقی سردره مربوط به دوران‌های تاریخی پس از اسلام است و در بخش ایوانکی، شهر ایوانکی، ۱۰ کیلومتری جنوب شرق شهر ایوانکی واقع شده و این اثر در تاریخ ۲۶ اسفند ۱۳۸۷ با شمارهٔ ثبت ۲۶۰۴۴ به‌عنوان یکی از آثار ملی ایران به ثبت رسیده است.